# VK Tielrode
VK Tielrode is een Belgische voetbalclub uit Tielrode een deelgemeente van Temse. De club is bij de KBVB aangesloten met stamnummer 8828 en heeft groen-wit als clubkleuren. KV Tielrode werd op 11 november 1966 opgericht onder de naam F.C. Oud Gelaag Tielrode, de club speelt in de provinciale reeksen Oost-Vlaanderen.

## Geschiedenis
Als F.C. Oud Gelaag Tielrode speelde de club aanvankelijk liefhebbersvoetbal. Voorzitter was Siegfried Buytaert, zetelend burgemeester van de gemeente Tielrode.
In 1968 trad men voor het eerst aan in de vierde afdeling van het Vlaams Katholiek Sportverbond. In 1974 werd gestart met de jeugdwerking. Na verloop van tijd werd de club herdoopt in Vriendenklub Tielrode, afgekort V.K.T.
In 1982 werd de grote stap gezet naar de Koninklijke Belgische Voetbalbond en nam men voor het eerst deel aan de Beker van het Waasland. De eerste officiële tegenstander in competitie was WS Meerdonk, de wedstrijd werd met 1-0 gewonnen. In 1989 promoveerde de club naar 3° provinciale en in 1998 naar 2° provinciale om het seizoen er op terug naar 3° provinciale te degraderen. In 2002 werd opnieuw gepromoveerd naar 2° provinciale. 
Het seizoen 2017-18 promoveerde VK Tielrode via de eindronde naar 3e provinciale, het was in de reguliere competitie 2e geëindigd. Het seizoen daarop zakte Tielrode op de laatste speeldag terug naar 4e provinciale.
Tijdens het seizoen 2019-20 werd de competitie in maart stilgelegd vanwege de coronacrisis. Een paar weken later besloot de Belgische voetbalbond om de competitie volledig stop te zetten en de toen huidige stand te respecteren in verband met promotie. VK Tielrode kroonde zich op die manier tot kampioen van 4e provinciale.
Vanwege de aanhoudende Corona problematiek en het annuleren van het seizoen 2020-21 kwam Tielrode in financiële problemen. Hierop werd beslist om in maart 2021 te stoppen met de 1e ploeg. Dit gebeurde niet zonder gevolgen, een deel van het bestuur nam ontslag waaronder voorzitter Wim van Puyvelde en trainer Bart De Keersmaeker. Het nieuw aangestelde bestuur besliste om nog enkel met de jeugdploegen verder te gaan. 
Voor het seizoen 2022-23 werd opnieuw een volwaardig mannenteam opgericht dat van start ging in 4e Provinciale Oost-Vlaanderen. Na een aantal tegenvallende resultaten werd in oktober 2022 coach Alain Van Acker vervangen door Ronny Meyntjens.
In maart 2023 stelde Tielrode zijn nieuwe infrastructuurplannen voor. De huidige infrastructuur zoals de kleedkamers en kantine die sterk verouderd zijn worden vervangen door een nieuwbouw.

## Bekende oud-spelers
- Jan Vertonghen

## Oud-voorzitters
- 0Siegfried Buytaert (1966—1984)
- 0Jef Maes (1984—2005)
- 0Paul Piessens (2005—2009)
- 0Wim Van Puyvelde (2009—2021)
- 0Gert Hooftman (2021—heden)